# Чикалов, Ромуальд Александрович
Ромуа́льд Алекса́ндрович Чика́лов (род. 4 января 1931 г.) — советский и белорусский историк.

## Биография
В 1956 г. окончил исторический факультет Минского государственного педагогического института им. М. Горького. После окончания института работал старшим инспектором, заместителем начальника отдела кадров Министерства просвещения БССР (1956—1964).
Помощник министра просвещения БССР (1964—1968).
Помощник заместителя Председателя Совета министров БССР (1968—1971).
Кандидат исторических наук (1971). Доцент (1975).
Старший преподаватель (1971—1973), доцент (1973—1978, 1993—2006) кафедры всеобщей истории БГПУ имени Максима Танка.
В 1978—1993 гг. — заведующий кафедрой всеобщей истории БГПУ имени Максима Танка.
В 2007—2010 гг. — ведущий научный сотрудник Белорусского государственного педагогического университета имени Максима Танка.
Член Научно-методического совета по истории Министерства просвещения СССР (1978—1991), Совета по защите диссертаций при БГПУ имени Максима Танка.
Награждён Почетной грамотой Верховного Совета БССР (1982), медалью «За доблестный труд» (1970), знаками Отличник народного просвещения БССР" (1963) и Отличник просвещения СССР (1985), почетными грамотами Министерства просвещения БССР, почетными грамотами БГПУ.

## Научная деятельность

### Научные интересы
Политическая и социально-экономическая история зарубежных стран, социально-политический реформизм на рубеже Нового и Новейшего времени, вопросы развития образования в Беларуси. Опубликовал четыре монографии (в соавторстве), учебник и семь учебных пособий для вузов.

### Научные труды

#### Книги
- Новая история стран Европы и Северной Америки (1815—1918): Учебник. 2-е изд., испр. — Минск: Выш. шк., 2013. — 686 с. (в соавт. с И. Р. Чикаловой).
- Страны Западной цивилизации. XIX — начало XX вв. Хрестоматия. — Минск: Выш. шк., 2010. — 528 с. (в соавт. с И. Р. Чикаловой).
- Новая история стран Европы и Северной Америки (1815—1918 гг.): Учебник. — Минск: Выш. шк., 2009. — 686 с. (в соавт. с И. Р. Чикаловой).
- Новая история стран Европы и США (1815—1918 годы): Учебное пособие. — М.: Высш. шк., 2005. — 551 c. (в соавт. с И. Р. Чикаловой).
- Беларускi дзяржаўны педагагічны універсітэт iмя Максіма Танка: Гісторыя i сучаснасць (1922—2002 гг.). — Мінск, 2002. (в соавт.)
- Западная Европа и Соединённые Штаты Америки (1815—1918 годы). — Минск: Тесей, 2000. — 504 c. (в соавт. с И. Р. Чикаловой).
- Тэхніка перыяду мануфактуры і станаўлення фабрычнай вытворчасці (XVI ст. — 70-я гг. XIX ст.). — Минск: БГПУ, 1995. — 78 с.
- Германія ў 1871—1914 гг.: сацыяльна-эканамічнае і палітычнае развіццё. — Минск: БГПУ, 1995. — 110 с.
- Социально-экономическое развитие США в 1877—1914 гг. — Минск: МГПИ, 1991. — 62 с.
- Революция в естествознании и технический прогресс конца XIX — начала XX в. — Минск: МГПИ, 1989. — 100 с.
- Минский педагогический институт им. А. М. Горького (1922—1982). — Минск: МГПИ, 1982. (в соавт.).
- Капитализм и кризис окружающей среды. Критика буржуазных концепций взаимодействия общества и природы. — Минск: Беларусь, 1978. (в соавт. с Н. В. Юхнелем).
- Минский ордена Трудового Красного Знамени государственный педагогический институт имени А. М. Горького (1922—1972). — Минск, 1974. (в соавт.)

#### Статьи
- Основные направления и итоги изучения и преподавания всемирной истории на кафедре всеобщей истории БГПУ // Гісторыя: праблемы выкладання. — 2010. — № 3. — С. 3-8 (в соавт. с И. Р. Чикаловой).
- Метрополия и колонии: британская модель реформирования // Современные тенденции в исследовании и преподавании новой и новейшей истории зарубежных стран: материалы Всероссийской научно-практической конференции. Рязань: РГУ им. С. А. Есенина, 2009. — С. 78-82 (в соавт. с И. Р. Чикаловой).
- Развитие конституционного процесса в ходе объединения Германии: симбиоз традиции и прогресса // История Германии и германский вопрос с древности по современность: исторические, экономические, социальные, правовые и духовно-культурные аспекты. Материалы международной научной конференции, 8-9 октября 2009 г. — Витебск: Витебский филиал УО ФПБ «МИТСО», 2009. — С. 72-80 (в соавт. с И. Р. Чикаловой).
- Развитие конституционализма в Европе в XIX столетии // Современные тенденции в исследовании и преподавании новой и новейшей истории зарубежных стран: материалы Всероссийской научно-практической конференции, 2 декабря 2008 г. — Рязань: РГУ им. С. А. Есенина, 2008. — С. 45-50 (в соавт. с И. Р. Чикаловой).
- Многопартийная система как элемент конституционного строя Германской империи // Белорусская германистика: актуальные научные проблемы и этапы развития: материалы Республиканской научно-теоретической конференции, г. Минск, 2 декабря 2008 г. Минск: БГПУ, 2008. — С. 38-49 (в соавт. с И. Р. Чикаловой).
- Развитие конституционализма в Европе в XIX столетии // Современные тенденции в исследовании и преподавании новой и новейшей истории зарубежных стран: материалы Всероссийской научно-практической конференции, 2 декабря 2008 г. — Рязань: РГУ им. С. А. Есенина, 2008. — С. 45-50 (в соавт. с И. Р. Чикаловой).
- Католическая церковь и европейское общество. 1815—1914 гг. // Гісторыя: праблемы выкладання. — 2008. — № 8. — С. 16-21 (в соавт. с И. Р. Чикаловой).
- Концепции преобразования мира в политических доктринах и идеологиях XIX — начала XX веков // Гісторыя: праблемы выкладання. — 2006. — № 3. — С. 2-15 (в соавт. с И. Р. Чикаловой).
- Европейское пацифистское движение в Новое время // Гісторыя: праблемы выкладання. 2005. № 5. — С. 2-10 (в соавт. с И. Р. Чикаловой).
- Аграрный строй Великобритании, Франции и Германии в XIX — начале XX в. // Гісторыя: праблемы выкладання. — 2000. — № 2. — С. 39-52 (в соавт. с И. Р. Чикаловой).
- Индустриализация в Западной Европе XIX — начала XX в. и её экономические последствия // Гісторыя: праблемы выкладання. — 1998. — № 4. — С. 15-30 (в соавт. с И. Р. Чикаловой).
- Владимир Иванович Пичета; Степан Андреевич Умрейко // Анталогія педагагічнай думкі Беларускай ССР. — М.: Педагогика, 1986.